# Unterwald (Siebenbürgen)
Der Unterwald ist eine historische Landschaft in Südsiebenbürgen, die heute südöstlicher bzw. südwestlicher Teil der Kreise Alba und Sibiu sowie zentral-östlicher Teil des Kreises Hunedoara ist.

## Lage
Der Unterwald befindet sich am Nordrand der Südkarpaten und erstreckt sich zwischen den Städten Hermannstadt im Osten, Broos im Westen und wird im Norden vom Fluss Mieresch begrenzt. 
Historisch betrachtet bildet der Unterwald die Westgrenze Siebenbürgens, den westlichsten Teil des Königsbodens und damit auch die Grenze des deutschen Siedlungsgebietes.

## Begriffserklärung
Der Name Unterwald ist in der Hinsicht irreführend, als dass es sich nicht um ein Waldgebiet oder eine besonders waldreiche Gegend handelt. Vielmehr verweist der Name auf die Lage der Region am Fuße der dicht bewaldeten Karpatenhänge, näherhin der heutigen Schureanu- und Cindrel-Gebirge (auf Karten aus dem 19. Jh. als "Waldland" bezeichnet). Er ist daher in der Hinsicht zu verstehen, als das damit das Land unter dem Wald, also unterhalb des bewaldeten Gebirges, gemeint ist (so wie es auch auf verschiedenen Karten aus den 16. und 17. Jh. erscheint: "Land vor dem Wald(t)"). 

## Geschichte
Als die Region im 10. Jahrhundert von den ungarischen Königen erobert wurde, siedelten sie dort zur Grenzsicherung das Hilfsvolk der Szekler an. Unter König Géza II. (1141–1162) verlegte man die Grenze weiter nach Osten, vom Mieresch an den Alt, und das Grenzland wurde verfügbar. Die Szekler wurden ins heutige Szeklerland im Osten Siebenbürgens umgesiedelt.
Unmittelbar danach begann die Besiedelung mit deutschen Kolonisten (siehe Siebenbürger Sachsen). Der Westen des Unterwaldes war das erste Gebiet, in dem sie sich niederließen. In Rumes, Broos und der damals Terra Sebus genannten Ebene am Mieresch gründeten sie ihre Siedlungen. Der überwiegende Teil zog aber weiter nach Osten und erreichten 1143 die Hermannstädter Gegend am Zibin.
Die Stühle Broos, Mühlbach und Reußmarkt – mithin das Gebiet, welches als Unterwald bezeichnet wird, war nach dem Andreanum (Goldener Freibrief) Bestandteil des Königsbodens und ursprünglich vornehmlich von Siebenbürger Sachsen bewohnt, die das Land urbar gemacht hatten. Broos wird im Goldenen Freibrief (1224) als westlichster Ort des Königsbodens genannt.
Im Jahre 1241 verwüstete der Mongolensturm den Unterwald und ab dem beginnenden 15. Jahrhundert fielen die Türken immer wieder ins Land ein. Durch die Lage an einer Handelsstraße und die Nähe zur Hauptstadt Hermannstadt, zogen die Heere oft plündernd und brandschatzend durch den Unterwald. Dies führte dauerhaft zu einer Dezimierung der Bevölkerung (besonders im Brooser und Mühlbacher Stuhl) und einer Behinderung der städtischen Entwicklung. 
Langsam sickerten rumänische Hirten und Bergbauern aus den Karpatentälern in die Gegend ein und füllten die verwaisten Hofstellen wieder mit Leben oder gründeten auf dem Königsboden eigene Dörfer. Teilweise wurden sie auch aktiv dort sesshaft gemacht, um als neue Steuerzahler die Abgaben der Stuhlverwaltungen begleichen zu können, da diese durch die hohen Verluste an sächsischer Ursprungsbevölkerung nicht mehr in der Lage waren, die geforderten Lasten und Kriegsabgaben an die Siebenbürgischen Fürsten zu bezahlen.
Zwischen 1733 und 1776 kamen durch die Transmigration unter Maria Theresia und Karl VI. etwa 3000 österreichische Protestanten nach Siebenbürgen, die sogenannten Landler. Sie wurden in den entvölkerten Gemeinden Großpold, Großau und Neppendorf angesiedelt und trugen zu deren Aufschwung bei. Nach Mühlbach kam ebenfalls eine Anzahl Kolonisten aus Baden-Durlach. Dennoch konnte sich der deutsche Bevölkerungsteil im Unterwald zahlenmäßig nie wieder wirklich erholen.
Wie die anderen Siebenbürger Sachsen, siedelten auch die aus dem Unterwald spätestens 1990 mehrheitlich nach Deutschland aus. Die Zahl der evangelischen – mithin ursprünglich deutschen bzw. deutschsprachigen – Einwohner im Kirchenbezirk Mühlbach ist inzwischen äußerst gering (2005: 1.811 Personen).

## Liste historischer Orte im Unterwald
| - Benzenz (Aurel Vlaicu) - Broos (Orăștie) - Deutschpien (Pianu de Jos) - Dobring (Dobârca) - Großpold (Apoldu de Sus) - Hamlesch (Amnaș) - Kelling (Câlnic) | - Mühlbach (Sebeș) - Petersdorf bei Mühlbach (Petrești) - Rätsch (Reciu) - Reußmarkt (Miercurea Sibiului) - Rumes (Romos) - Urwegen (Gârbova) |